# Liste der Bischöfe von Erfurt

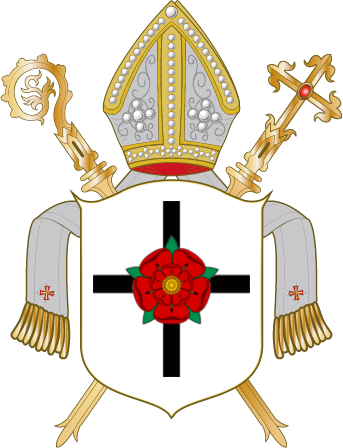
Wappen des Bistums Erfurt seit 1994

Ein erstes Bistum Erfurt hatte von 742 bis 755 bestanden und war vom heiligen Bonifatius gegründet worden. Es kam jedoch bereits 755 zum Bistum Mainz, wo es bis 1821 verblieb. Thüringen gehörte anschließend überwiegend zum Erzbistum Paderborn, ab 1929 zu den Bistümern Fulda und Würzburg.
Das 1973 für die in der DDR liegenden Teile dieser Bistümer gegründete Bischöfliche Amt Erfurt-Meiningen wurde durch Papst Johannes Paul II. am 8. Juli 1994 zum Bistum Erfurt erhoben. Der Staatskirchenvertrag zwischen dem Heiligen Stuhl und dem Freistaat Thüringen wurde 1997 unterzeichnet.
| Name                                                                  | von                                                    | bis                                                    | Bild                                                   | Wappen                                                 |
| Bischof des vorreformatorischen Bistums Erfurt 742–755                | Bischof des vorreformatorischen Bistums Erfurt 742–755 | Bischof des vorreformatorischen Bistums Erfurt 742–755 | Bischof des vorreformatorischen Bistums Erfurt 742–755 | Bischof des vorreformatorischen Bistums Erfurt 742–755 |
| --------------------------------------------------------------------- | ------------------------------------------------------ | ------------------------------------------------------ | ------------------------------------------------------ | ------------------------------------------------------ |
| Adalar                                                                | 742                                                    | 754                                                    |                                                        |                                                        |
| Apostolische Administratoren des Bischöflichen Amtes Erfurt-Meiningen |                                                        |                                                        |                                                        |                                                        |
| Hugo Aufderbeck                                                       | 1973                                                   | 1981                                                   |                                                        |                                                        |
| Joachim Wanke                                                         | 17. Januar 1981                                        | 7. Juli 1994                                           |                                                        |                                                        |
| Bischöfe des neu errichteten Bistums Erfurt seit 1994                 |                                                        |                                                        |                                                        |                                                        |
| Joachim Wanke                                                         | 8. Juli 1994                                           | 1. Oktober 2012                                        |                                                        |                                                        |
| Ulrich Neymeyr                                                        | 22. November 2014                                      |                                                        |                                                        |                                                        |

## Liste der Weihbischöfe
Im Bischöflichen Amt Erfurt-Meiningen und dem neu errichteten Bistum Erfurt gab es folgende Weihbischöfe:
| Name                                               | von                                                | bis                                                | Bild                                               | Wappen                                             |
| Weihbischöfe im Bischöflichen Amt Erfurt-Meiningen | Weihbischöfe im Bischöflichen Amt Erfurt-Meiningen | Weihbischöfe im Bischöflichen Amt Erfurt-Meiningen | Weihbischöfe im Bischöflichen Amt Erfurt-Meiningen | Weihbischöfe im Bischöflichen Amt Erfurt-Meiningen |
| -------------------------------------------------- | -------------------------------------------------- | -------------------------------------------------- | -------------------------------------------------- | -------------------------------------------------- |
| Karl Ebert                                         | 15. September 1973                                 | 12. November 1974                                  |                                                    |                                                    |
| Joachim Meisner                                    | 17. Mai 1975                                       | 22. April 1980                                     |                                                    |                                                    |
| Weihbischöfe im Bistum Erfurt                      |                                                    |                                                    |                                                    |                                                    |
| Hans-Reinhard Koch                                 | 6. Juli 1985                                       | 27. November 2004                                  |                                                    |                                                    |
| Reinhard Hauke                                     | 26. November 2005                                  |                                                    |                                                    |                                                    |